# Charles Herman-Wurmfeld
Charles Herman-Wurmfeld (5 luglio 1966) è un regista, attore e produttore cinematografico statunitense.

## Biografia
È fratello dell'attrice e produttrice Eden Wurmfeld, nata il 2 dicembre 1969.
Nel 1994 ha diretto il cortometraggio Fabian's Freeak Show, debuttando però sul grande schermo l'anno successivo con il film Fanci's Persuasion.
Dopo anni di astinenza dalla regia, nel 2001 è tornato con la commedia romantica a tematica lesbica Kissing Jessica Stein, che ha ottenuto un successo sia di critica che di incassi.

## Filmografia

### Regista
- Fabian's Freeak Show (1994, corto)
- Fanci's Persuasion (1995)
- Kissing Jessica Stein (2001)
- The Facts of Life Reunion (2001)
- Una bionda in carriera (2003)
- Stella (2005, 3 episodi)
- So noTORIous (2006, 1 episodio)
- The Hammer (2007)

### Produttore
- Serene Hunter (2007, corto)
- S Is for Sexy (2008)
- Hollywood, je t'aime (2009)

### Attore
- Fabian's Freeak Show (1994, corto)
- Fanci's Persuasion (1995)
- Alcatraz Avenue (2000)
- See Jane Run (2001)
- Hollywood, je t'aime (2009)